# Dambídžankan
Džá Lama, také Dambídžankan, Dambídža (mongolsky Dambidżancan, rusky Дамбийжанцан, Дамбийжаа, Жа Лама) (asi 1862? – 1922), byl mongolský láma (kníže), který si mezi prostými mongolskými pastevci získal velký respekt svým bojem za nezávislost Mongolska proti Číně a následně bojem proti armádě ruských bolševiků. Do širšího povědomí však vstoupil svou nebývalou krutostí, která v moderních dějinách nalézá jen sotva obdoby.

## Mládí
Pravděpodobně byl dörvötské národnosti,, podle jiných byl Kalmyk.[zdroj?] Do Mongolska se jeho rodina přestěhovala v době, kdy byl malým chlapcem. Většina informací z jeho mládí je však nejistá. Získal univerzitní vzdělání a stal se buddhistickým mnichem. Ovládal několik jazyků, díky čemuž se pak mohl stát mnichem a procestovat mnoho asijských i evropských zemí.

## Politické aktivity
Koncem 19. století, kdy mu bylo okolo 35 let, se vrátil do Mongolska a začal se prohlašovat za vnuka a později za reinkarnované vtělení legendárního mongolského hrdiny Amursany z 18. století. Stejně jako legendární Amursan začal bojovat proti cizí nadvládě. Nejprve proti čínské, posléze proti ruské. V roce 1900 se sice krátce pod jménem Širét-lama zúčastnil ruské archeologické expedici v Mongolsku, všechny jeho další kroky však už mají mocensko-politický charakter. Jeho boj proti čínským vojákům i civilistům byl charakteristický používáním mimořádně brutálních metod. Pověst krutého vůdce se o něm šířila i mezi místními Mongoly, kteří se mu ve strachu podřizovali. K podrobení místního obyvatelstva úspěšně využíval i tradiční víru v duchy, která byla mezi místními obyvateli stále živá. Brzy začal být uctíván jako mocný kouzelník a reinkarnovaný Amursana.
Po získání autonomie Mongolska získal Džá Lama v části západního Mongolska prakticky neomezenou moc. Zpočátku podporoval sousední Rusko v naději, že v něm najde oporu pro boj s Číňany. Rychle se však ukázalo, že ruská moc je pouze další koloniální silou.

## Mučení zajatců
Mimo území Mongolska není znám pro svůj politický boj, ale pro svou mimořádnou krutost, které se dopouštěl na většinou bezbranných lidech. Přední český paleoantropolog Emanuel Vlček o něm napsal:
„Přísný pořádek a tuhou kázeň, které zavedl na svém území, si vynucoval bezohledností a krutostí. Z týrání lidí měl požitek. Nechával je bičovat, tlouci holemi, zajatcům dával zaživa vyříznout srdce nebo je nechal stáhnout z kůže. Mučení mnohdy vykonával sám. Lidské kůže považoval za rituální předměty, visely v jeho jurtě, aby naháněly hrůzu návštěvníkům a poddaným.“
Přímo v pražském Národním muzeu je uchováván exponát napnuté lidské kůže, kterou nechal pro jakýsi malicherný spor Džá Lama zaživa stáhnout z mongolského knížete Chaisana.

## Jeho konec
Džá Lamův rostoucí vliv mezi obyvatelstvem a rostoucí síla jeho osobní armády (postupně vyzbrojil a vycvičil vojenský oddíl 600 mužů) vedla k tomu, že byl ruskými oddíly zatčen a uvězněn v Rusku. V roce 1918 byl propuštěn a začal vést partyzánskou válku proti Číně a po roce 1921, kdy Mongolsko získalo nezávislost vedl boj proti bolševickému Rusku. V roce 1922 byl ruskými vojáky dopaden a zastřelen. Protože však měl pod svým šamanským jménem Džá Lama stále velký vliv mezi místními prostými kočovníky, ruští vojáci jeho uťatou hlavu naložili do soli, následně ji napíchli na kopí a objížděli s ní jednotlivé usedlosti, aby místní obyvatelé opravdu uvěřili, že jejich velký šaman, kterého se tak bojí, opravdu nežije.
Džá Lamova mumifikovaná hlava je dodnes uložena v petrohradském muzeu etnografie.